# Coelioxys rufitarsis
Coelioxys rufitarsis är en biart som beskrevs av Smith 1854. Coelioxys rufitarsis ingår i släktet kägelbin, och familjen buksamlarbin. Inga underarter finns listade i Catalogue of Life.